# Кельвін
Ке́львін (позначення K) — одиниця вимірювання термодинамічної температури в системі SI, одна з семи основних одиниць цієї системи.
Кельвін визначається через встановлення фіксованого числового значення сталої Больцмана k рівним 1,380 649 × 10–23 в одиницях Дж К– 1, або в основних одиницях SI кг м2 с– 2 К– 1, де кілограм, метр і секунда визначаються через h, c і ΔνCs.
(h — стала Планка, c — швидкість світла у вакуумі, ΔνCs — частота, що відповідає переходу між двома надтонкими рівнями незбуреного основного стану атома цезію 133Cs).
{\displaystyle 1K=\left({\frac {1,380649}{k}}\right)\times \ 10^{-23}} кг м2с−2.
Це рівняння можна виразити
{\displaystyle 1K={\frac {1,380649\times \ 10^{-23}}{6,62607015\times \ 10^{-34}\cdot \ 9192631770}}{\frac {\Delta \nu _{Cs}\cdot \ h}{k}}\approx 2,2666653{\frac {\Delta \nu _{Cs}\cdot \ h}{k}}}.
З цього визначення випливає, що стала Больцмана k має точне значення k = 1,380 649 × 10–23 Дж/К. Фізичний зміст визначення одиниці термодинамічної температури полягає у тому, що
| Один кельвін відповідає зміні термодинамічної температури T, яка приводить до зміни теплової енергії kT на 1,380 649 × 10–23 Дж. |

До 2019 року кельвін, згідно з міжнародною угодою, визначався двома точками: абсолютним нулем та потрійною точкою води. Абсолютний нуль температури, за визначенням, дорівнює точно 0 K (–273,15 °C). За абсолютного нуля весь кінетичний рух частинок речовини (у класичному розумінні) припиняється і, таким чином, матерія не має теплової енергії. Потрійній точці води, також за визначенням, приписана температура 273,16 K (0,01 °C). Наслідками таких визначень двох опорних точок абсолютної термодинамічної шкали стали:
- один кельвін дорівнює точно 1/273,16 часткам температури потрійної точки води;
- один кельвін дорівнює одному градусу Цельсія[6] точно;
- різниця між двома температурними шкалами дорівнює 273,15 кельвіна точно.

Деякі важливі точки температурної шкали, що стосуються кельвіна, наведено в таблиці.
| Точка                                      | Температура | Температура    | Температура       |
| Точка                                      | кельвін     | градус Цельсія | градус Фаренгейта |
| ------------------------------------------ | ----------- | -------------- | ----------------- |
| Абсолютний нуль (точно за визначенням)     | 0 K         | –273,15 °C     | −459,67 °F        |
| Точка замерзання води                      | 273,15 K    | 0 °C           | 32 °F             |
| Потрійна точка води (точно за визначенням) | 273,16 K    | 0,01 °C        | 32,018 °F         |
| Точка кипіння води                         | 373,1339 K  | 99,9839 °C     | 211,9710 °F       |

1. ↑  Для Віденської стандартної середньоокеанської води[en] за нормальних умов (101325 Па), після калібрування виключно за двома точками термодинамічної шкали[джерело?].

Одиниця вимірювання кельвін названа на честь британського фізика і інженера Вільяма Томсона, якому надано лицарське звання барон Кельвін перший. Його баронське ім’я, своєю чергою, походить від назви річки Кельвін, яка протікає територією університету Глазго[джерело?].

## Формули перетворення між температурними одиницями
1 K = 1 °C = 1,8 °F: K = °C + 273,15
K = (°F + 459,67)/1,8
°C = K — 273,15
°F = 1,8·K — 459,67